# VEB Deutsche Schallplatten Berlin
VEB Deutsche Schallplatten Berlin – jedyny producent nośników muzyki w NRD pod markami Amiga, Nova, Litera, Eterna, Aurora, Schola. Firma utworzona w 1954 z Lied der Zeit.